# Bistra
Bistra je opčina v Chorvatsku v Záhřebské župě, nacházející se pod pohořím Medvednica, severovýchodně od Záhřebu, asi 9 km od Zaprešiće. V roce 2011 zde žilo 6 632 obyvatel. Správním střediskem opčiny je vesnice Poljanica Bistranska, avšak největší vesnicí je Gornja Bistra.
Součástí opčiny je celkem 6 vesnic.
- Bukovje Bistransko – 395 obyvatel
- Donja Bistra – 1 438 obyvatel
- Gornja Bistra – 1 836 obyvatel
- Novaki Bistranski – 763 obyvatel
- Oborovo Bistransko – 939 obyvatel
- Poljanica Bistranska – 1 261 obyvatel

Opčinou procházejí silnice 2220, 3007 a 3036, blízko též prochází dálnice A2.